# Pardal de Somàlia
El pardal de Somàlia és una espècie d'ocell de la família dels passèrids (Passeridae). Habita ciutats i camp obert del nord de Somàlia, Djibouti, Etiòpia i nord de Kenya.